# Dudley R. Herschbach
Dudley Robert Herschbach (n. 18 iunie 1932, San Jose, California, SUA) este un chimist american, laureat al Premiului Nobel pentru chimie (1986).